# Adrien Sobra
Adrien Sobra (Nefiac (Rosselló), 12 d'octubre del 1897 - La Valeta (Var), 21 de setembre del 1985) va ser un professor i escriptor nord-català de novel·les d'enjòlit en francès, moltes de les quals publicà amb el pseudònim Marc Agapit

## Biografia
Després d'estudiar al liceu de Besiers es llicencià en Lletres a la Sorbona de París. El 1933, per a la seva memòria per a la diplomatura d'estudis superiors, que sembla que presentà a Dijon, feu un estudi sobre el teatre de George Bernard Shaw que publicà posteriorment. També estudià breument música a l'Schola Cantorum de Vincent d'Indy. Es titulà a l'Escola Normal Superior i tingué diverses destinacions (Meaux, Langres, l'Algèria francesa...) com a professor d'anglès.
En el camp de la narrativa, publicà la primera novel·la el 1925, a la qual seguiren els anys 1935 i 1936 diverses obretes policíaques amb el pseudònim Ange Arbos (Arbos, inversió de les lletres del seu cognom). Després de la guerra publicà Le valet, potser un dels seus llibres més ambiciosos. Vist el poc èxit públic d'aquesta obra, el 1949 es jubilà anticipadament de l'ensenyament i es dedicà a l'escriptura de novel·les de gran consum per a l'editorial "Fleuve Noir", que signà amb el pseudònim Marc Agapit. Durant uns anys visqué a l'extraradi parisenc amb la seva mare; després de morir aquesta, amb qui estava molt unit, el 1961 s'instal·là a Niça i hi visqué (potser amb una estada intermèdia a Ginebra) fins al 1983, en què es traslladà definitivament a La Valette-du-Var, devora Toló, on possiblement morí.

### L'escriptor
Després de les diverses provatures d'abans de la guerra i els anys 50 amb un èxit escàs, l'esclat del Sobra escriptor es produí quan, entre els anys 1958 i 1974, publicà quaranta-tres novel·les a la col·lecció Angoisse de l'editorial "Fleuve Noir", en que abordà temes de fantasia, policíacs, de terror i similars, sempre seguint l'estil angoixant que donava nom a la col·lecció. Diversos d'aquests títols van ser reeditats posteriorment, i alguns foren adaptats al còmic per l'editorial Artima (Arédit), que els publicà en format "comic book" a les col·leccions Hallucinations Eclipso i Clameurs entre 1970 i 1988. Amb l'acabament de la col·lecció Angoisse el 1974, Sobra decidí retirar-se de l'escriptura i passà els darrers anys de vida en la discreció amb què havia viscut sempre. Després d'algunes comptades reedicions en els darrers anys 70, el 1983 el crític Gérard Coisne redescobrí l'autor. El 1997, la Fleuve Noir reedità quatre obres seves en un volum antològic amb estudi i bibliografia de Jean-Pierre Andrevon.
Totes les seves obres aparegueren en francès, tret de Les cuisines de Sirius: inèdita en francès, va ser editada en traducció italiana (L'universo fantasma). Altres llibres seus foren traduïts del francès a altres idiomes: La ville hallucinante al castellà i a l'alemany ( La ciudad alucinante, 1969.  Gas, 1972.); Agence tous crimes a l'alemany ( Die Agentur, 1979.); La goule al grec ( Τό κάλεσμα τοῦ βρυκόλακα, 1980.); L'ogresse a l'alemany ( Die Toten Augen, 1973.); Parade des morts-vivants al castellà ( El desfile de los muertos vivientes, 1979.); Phantasmes al castellà ( Fantasmas, 1964.); Portes sur l'inconnu al portuguès ( A Porta Do Espaço, 1959.); La poursuite infernale a l'alemany ( Der Schlächter, 1974.); i Le robot fantôme ? a l'eslovè ( Človeški robot, 1962.) Una altra de les seves obres, La bête immonde, va ser adaptada el 2004 en anglès i al format de guió cinematogràfic per Jean-Marc i Randy Lofficier amb el títol Despair.

## Obres

### Signades Adrien Sobra
- Les femmes dans le théatre de G. Bernard Shaw.  París: H. Didier, 1936. Publicat anteriorment a la Revue de l'enseignement des langues vivantes, 1936, n. 2 p. 49-57; n.3 p. 109-115; n. 4 p. 164-174; n. 5 p. 198-211.
- Le Valet.  París: Éditions Bordas, 1949 (Les imaginaires, 6).
- «Manille muette». Mystère Magazine, (Les Dix meilleurs récits du Grand Prix de la Nouvelle Policière 1953), 1954. Reeditada el 1985, i el 2007 a  Perdus-trouvés: anthologie de littérature oubliée.
- Portes sur l'inconnu. Roman d'anticipation.  París: Éditions Métal, 1956 (Série 2000, 20).
- Morts sans fleurs.  París: Éditions Métal, 1956. Reeditada el 1964 com Du plomb brulant.
- Les cuisines de Sirius (inèdita en francès). Editada en italià:
  -  L'universo fantasma.  Milano: A.Mondadori, 1957 (Urania, 153).

### SignadesAnge Arbos
- La juive d'Oran.  París: Éditions La Pensée latine, 1925.
- L'épouvantable piège.  París: Ferenczi & fils Éditeurs, 1935 (Police, 112).
- L'esprit de la boîte aux lettres.  París: Ferenczi & fils Éditeurs, 1935 (Police et Mystère, 134).
- Le robot fantôme.  París: Ferenczi & fils Éditeurs, 1935 (Police, 130). Reeditat el 1952
- La tour du silence.  París: Ferenczi & fils Éditeurs, 1936 (Police, 155).
- Le maison du robot.  París: Ferenczi & fils Éditeurs, 1951 (Mon Roman Policier n° 180). Reeditat:  «Le Maison du Robot». A: Le Bureau des rêves perdus, 2009.
- Le crime de la soucoupe volante, roman policier.  París: Ferenczi & fils Éditeurs, 1951 (Mon Roman Policier n° 186). Arxivat 2016-03-03 a Wayback Machine.
- On a tué Déjanire.  París: Ferenczi & fils Éditeurs, 1952 (Le verrou, 52).

### SignadesMarc Agapit
- Agence tous crimes, roman.  París: Éditions Fleuve Noir, 1958 (Angoisse, 40). Reeditat el 1976, i a l'antologia  La bête immonde. Agence tous crimes. Greffe mortelle. Piège infernal, 1997.
- Greffe mortelle, récit étrange et fantastique.  París: Éditions Fleuve Noir, 1958 (Angoisse, 43). Reeditat el 1980, i a l'antologia  La bête immonde. Agence tous crimes. Greffe mortelle. Piège infernal, 1997.
- Le doigt de l'ombre, récits étranges et fantastiques.  París: Éditions Fleuve Noir, 1959 (Angoisse, 51). Reeditat el 1977
- La bête immonde.  París: Éditions Fleuve Noir, 1959 (Angoisse, 53). Reeditat el 1997, i a l'antologia  La bête immonde. Agence tous crimes. Greffe mortelle. Piège infernal, 1997.
- Puzzle macabre.  París: Éditions Fleuve Noir, 1959 (Angoisse, 58).
- Piège infernal.  París: Éditions Fleuve Noir, 1960 (Angoisse, 60). Reeditat a l'antologia  La bête immonde. Agence tous crimes. Greffe mortelle. Piège infernal, 1997.
- Le visage du spectre.  París: Éditions Fleuve Noir, 1960 (Angoisse, 63).
- Nuits rouges.  París: Éditions Fleuve Noir, 1960 (Angoisse, 67).
- Opéra de la mort.  París: Éditions Fleuve Noir, 1960 (Angoisse, 69).
- Complexes.  París: Éditions Fleuve Noir, 1962 (Angoisse, 82).
- Ténèbres.  París: Éditions Fleuve Noir, 1962 (Angoisse, 87).
- Phantasmes.  París: Éditions Fleuve Noir, 1962 (Angoisse, 91).
- École des monstres.  París: Éditions Fleuve Noir, 1963 (Angoisse, 99). Reedicions 1983, i a  École des monstres, 2007.
- Guignol tragique.  París: Éditions Fleuve Noir, 1964 (Angoisse, 105).
- Le voyage en rond.  París: Éditions Fleuve Noir, 1964 (Angoisse, 113).
- La nuit du minotaure.  París: Éditions Fleuve Noir, 1965 (Angoisse, 118). Reedició  La Nuit du minotaure, 1981.
- Les yeux braqués.  París: Éditions Fleuve Noir, 1965 (Angoisse, 122).
- Le fluide magique.  París: Éditions Fleuve Noir, 1965 (Angoisse, 125).
- L'appel de l'abîme.  París: Éditions Fleuve Noir, 1966 (Angoisse, 128).
- La guivre.  París: Éditions Fleuve Noir, 1966 (Angoisse, 131).
- La ville hallucinante.  París: Éditions Fleuve Noir, 1966 (Angoisse, 133).
- Monsieur Personne.  París: Éditions Fleuve Noir, 1967 (Angoisse, 137).
- L'ile magique.  París: Éditions Fleuve Noir, 1967 (Angoisse, 142).
- Les santons du diable.  París: Éditions Fleuve Noir, 1968 (Angoisse, 148).
- Parade des morts-vivants.  París: Éditions Fleuve Noir, 1968 (Angoisse, 151).
- La goule.  París: Éditions Fleuve Noir, 1968 (Angoisse, 155).
- La dame à l'os.  París: Éditions Fleuve Noir, 1969 (Angoisse, 159).
- La poursuite infernale.  París: Éditions Fleuve Noir, 1969 (Angoisse, 163).
- Opération lunettes magiques.  París: Éditions Fleuve Noir, 1970 (Angoisse, 170).
- L'antichambre de l'au-delà, roman.  París: Éditions Fleuve Noir, 1970 (Angoisse, 176).
- Une sorcière m'a dit.  París: Éditions Fleuve Noir, 1970 (Angoisse, 181).
- Le mur des aveugles.  París: Éditions Fleuve Noir, 1970 (Angoisse, 185).
- Le poids du monde.  París: Éditions Fleuve Noir, 1970 (Angoisse, 189).
- La pays des mutants, roman.  París: Éditions Fleuve Noir, 1971 (Angoisse, 195).
- L'héritage du diable.  París: Éditions Fleuve Noir, 1971 (Angoisse, 205).
- L'ogresse.  París: Éditions Fleuve Noir, 1972 (Angoisse, 214).
- La croix de Judas.  París: Éditions Fleuve Noir, 1972 (Angoisse, 217).
- Le temps des miracles.  París: Éditions Fleuve Noir, 1972 (Angoisse, 223).
- La bouche d'ombre, roman.  París: Éditions Fleuve Noir, 1973 (Angoisse, 234).
- Le miroir truqué.  París: Éditions Fleuve Noir, 1973 (Angoisse, 240).
- Les ciseaux d'Atropos.  París: Éditions Fleuve Noir, 1973 (Angoisse, 244).
- Le chasseur d'âmes.  París: Éditions Fleuve Noir, 1974 (Angoisse, 254).
- Le dragon de lumière, roman.  París: Éditions Fleuve Noir, 1974 (Angoisse, 260).

- Adaptacions en còmic: La bête immonde (col. Hallucinations, 4); Agence tous crimes (Hallucinations, 6); Greffe mortelle (Hallucinations, 9); Le doigt de l'ombre (Hallucinations, 11); Parade des morts-vivants (Hallucinations, 13); Puzzle macabre (Hallucinations 58 i 59; i reeditat a Hallucinations 3a. època, 11); Piège infernal (Hallucinations, 60 i 61); La nuit du Minotaure (Hallucinations 2. època, 3); Les yeux braqués (Eclipso, 22); Phantasmes (Clameurs, 8); Le visage du spectre (Clameurs, 9 i 10); Complexes (Clameurs, 13)[5][6][7]
- Adaptació com a guió cinematogràfic: La bête immonde  Lofficier, Jean Marc; Lofficier, Randy (adaptadors). Despair.  Tarzana (Califòrnia): Black Coat Press, 2004 (Script Library, 1). ISBN 1-932983-06-6 [Consulta: 12 abril 2015]. Arxivat 2008-05-12 a Wayback Machine.